# Тигранакерт (Арцах)
Тигранаке́рт (арм. Տիգրանակերտ, лат. Tigranocerta) — древний армянский город, расположенный в Агдамском районе Азербайджана. Город был частью провинции Арцах Великой Армении, с конца IV века — в Кавказской Албании, один из четырёх городов Великой Армении с таким названием, предположительно, основанный Тиграном II в I веке до н. э. и носивший его имя. Прямое упоминание об этом городе содержится в работе армянского историка VII века Себеоса; существует мнение, что на этот город указывал и Мовсес Каганкатваци. Армянские археологи отождествляют его с городом античной и средневековой эпохи, развалины которого были обнаружены в 2005 году в местечке Шахбулаг в Равнинном Карабахе к северо-западу от Агдама  (недоступная ссылка). На месте древнего города сохранились курганы, каменные изваяния, выдолбленные в скалах культовые сооружения, в том числе христианские храмы. Отчёт о находке был опубликован в академическом журнале Международной ассоциации армянских исследований.
Раскопки города велись Арцахской археологической экспедицией Института археологии и этнографии НАН Армении под руководством доктора исторических наук Гамлета Петросяна (недоступная ссылка). В декабре 2008 года на заседании правительства Нагорно-Карабахской Республики было принято решение объявить Тигранакерт государственным заповедником.
С 1993 года Тигранакерт находился под контролем вооружённых сил Армении. В ноябре 2020 года был передан Азербайджану в рамках Заявления о прекращении огня в Нагорном Карабахе 2020 года.

## Письменные упоминания
Согласно историкам К. Галачяну, Л. Р. Багдасаряну и Р. Г. Ананикяну, «Тигранакерт — самый древний город Арцах-Карабаха, который долго существовал и играл определенную роль в истории края». Тигранакерт упоминается армянским историком VII века Себеосом и, судя по названию, как предполагается, должен был быть основан в начале I в. до н. э. Тиграном Великим — как полагают, первым из четырёх городов, носящих такое название (включая столицу Великой Армении), построенным в 80-е годы I в. до н. э.
Себеос упоминает Тигранакерт в связи с походом византийского императора Ираклия I Великого в Армению, принадлежавшую тогда персам, и его победой над войском персидского царя Хосрова и разгромом Тбилиси в 627 году. Согласно тексту, Ираклий, вторгшись в Атропатену и разгромив её древнюю столицу Гандзак, двинулся через Албанию в Иберию. Получив об этом известие, персидский царь Хосров Нуширван отрядил своего полководца, который двинулся наперерез Ираклию через Араратскую долину по направлению к Гардаману (область по правому берегу Куры, в то время албанская) и стал лагерем в «другом» Тигранакерте (а не в упоминавшемся тут же «аване», то есть укрепленном селении, Тигранакерт), тогда как персы стали лагерем у «авана» Тигранакерт в тылу Ираклия. В произошедшем затем сражении они были разбиты:
Дошло до слуха Хозроя, что Иракл воротился, достиг Пайтаракана и желает чрез Агванию перейти в Иверию. Хозрой дал повеление полководцу своему, Шахр-Варазу, пресечь ему дорогу. Он поспешил к Арарату и прошел на Гардман, навстречу ему, и расположился лагерем в другом Тигранакерте, напротив него. Шаген с 30,000 войска подоспел и разбил лагерь в тылу Иракла, в местечке Тигранакерт. Таким образом войска его были расположены по сю, а армия Шахр-Вараза — по ту сторону. Лагерь Иракла между ими обоими.
Историк Мовсес Каганкатваци также упоминает среди представителей албанского духовенства — борцов против халкидонитской «ереси» — некоего Петроса, монаха из монастыря Ткракерта, отождествляемого с Арцахским Тигранакертом.

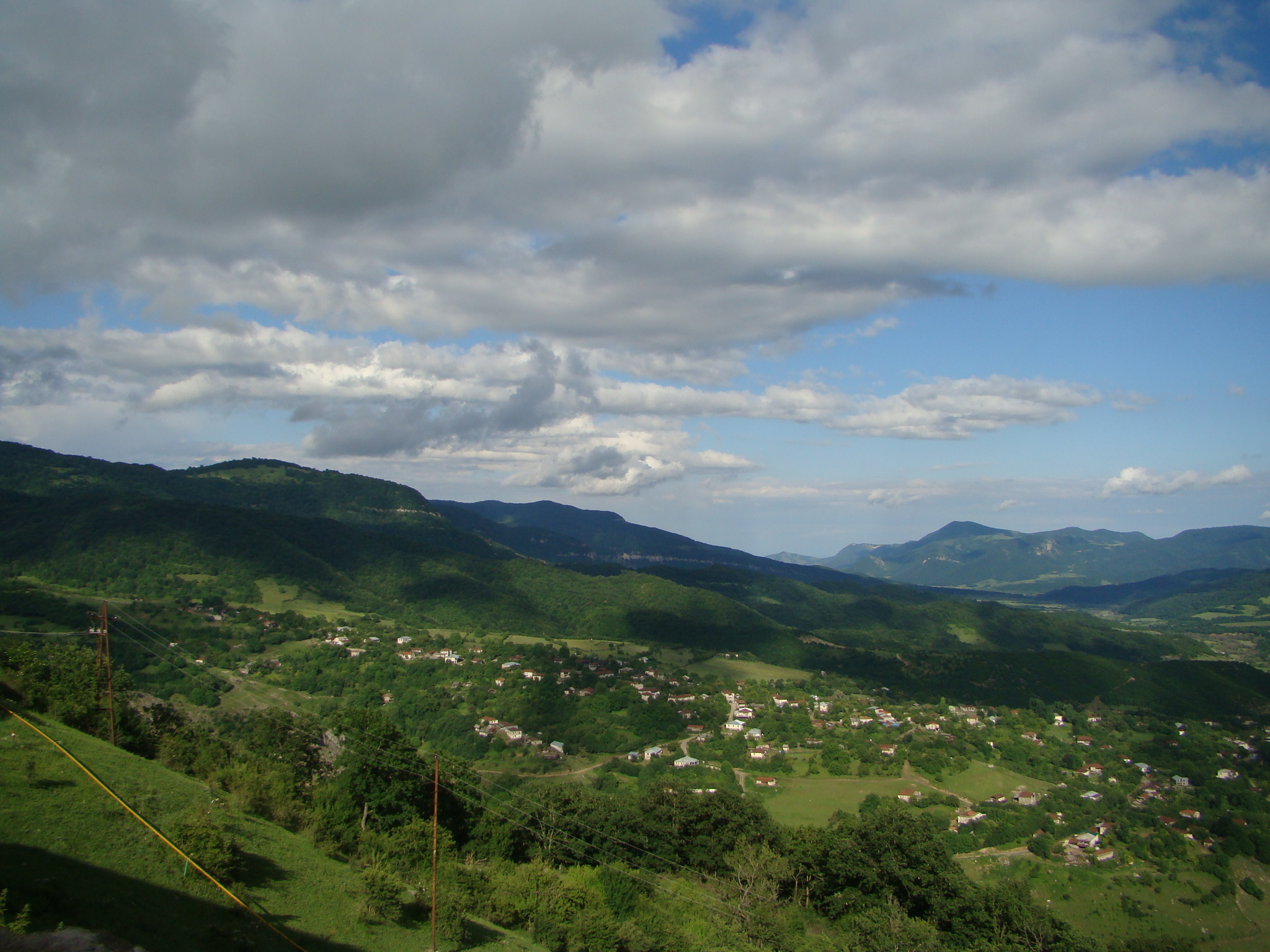

## Поиски города
Примерное местоположение Тигранакерта Арцахского близ города Агдере было установлено уже давно благодаря находимым в этих местах серебряным монетам, мраморным чашам, гробницам и пр., что свидетельствовало о присутствии в районе большого и богатого античного поселения. Местные жители называли эти места «Ткракертом» или «Тарнакертом» (местное звучание названия «Тигранакерт»).
Согласно рассказу руководителя раскопок доктора Гамлета Петросяна, на основании письменных источников, топографических и археологических сведений он заключил, что остатки города следует искать на холмах у реки Хачынчай, где цепь гор Карабаха переходит в низменности, на землях, которые были пограничными между провинциями Арцах и Утик, так что город Тигранакерт был частью Утика, а аван Тигранакерт — Арцаха.
Данные в пользу этой местности были получены в результате подробного исследования сообщений о маршруте похода Ираклия на Тбилиси. Так, Мовсес Каганкатваци сообщает, что Ираклий ночевал у оврага близ берега реки Тертер у селения Каганкатуйк (Каланкатуйк), затем — в селении Дьютакан. Естественно также предположить, что армия Ираклия двигалась вдоль дороги, проложенной с севера на юг. Всё это опять-таки, по мнению Петросяна, указывало на местность южнее реки Тертер, то есть границу нынешних Нагорного и Равнинного Карабахов, район недалеко от тогдашней столицы Албании — Партава (рядом с современной Бардой). Наконец, священник Петрос из Тигранакерта упомянут непосредственно вслед за священником Давидом из Каланкатуйка, из чего следует, что, по-видимому, Тигранакерт находился недалеко от этого селения. Раскопанная впоследствии базилика дала Петросяну основание предполагать, что Петрос именно в ней служил настоятелем.
Выбрав долину Хачынчая в качестве условного центра, археологи исследовали памятники в радиусе приблизительно 10 км. В результате были найдены две группы руин, на правом и левом берегу реки. Особенно подробно были исследованы руины в районе источника у крепости Шахбулаг, которые в XIX в. были известны из описаний путешественников под названиями Тнгрнагерт, Таранюрт, Тарнагют.

## Раскопки
В результате кратких 15-дневных раскопок 2006 г. были найдены руины с многочисленной керамикой I в. до н. э., двумя кладбищами, базиликой, сооружённой в эллинистической технике сухой кладки из мощных отёсанных камней, стены с полукруглыми башнями, остатки раннехристианской базилики и пр. Особенное значение для археологов играло большое количество керамики, характерной именно для первой половины I в. до н. э., то есть для эпохи Тиграна Великого. В результате армянские археологи сочли установленным, что данное поселение существовало между началом I в. до н. э. и XIII—XIV вв. н. э. и являлось одним из возведённых царем Тиграном Великим городов.
Согласно сообщениям армянских археологов, среди находок — уникальная крестообразная раннехристианская базилика V—VI вв., определенная как одна из старейших в Закавказье. Среди развалин базилики, в частности, была обнаружена надпись на армянском языке, которая представляет собой маленький диск диаметром около 8 см, находившийся на вымощенном плитами полу. Надпись гласит: «Я Вач(э) слуга Г(оспода) Б(ог)а». Диск относится к разряду дарственных камней и, судя по всему, принадлежал одному из нескольких известных исторических лиц этого имени. По мнению армянских археологов, это одна из редких церквей, имеющая вход и с северной, и с южной, и с западной стороны. Церковь действовала до IX века, когда «из-за ущерба, нанесенного иноверцами или вследствие землетрясений, она перестала действовать».
Город был построен на склонах горы Ванкасар (Чобандаг), причем из-за крутизны горы для постройки были вырублены террасы. Акрополь города был воздвигнут у крупного ключа, который обеспечивал население водой. Строительным материалом служил известняк. Город занимал около 50 гектаров и вмещал несколько тысяч человек, что по античным меркам было городом средней величины. Город пережил упадок в эпоху Раннего Средневековья и запустел в эпоху монгольского нашествия, хотя, видимо, и не сразу после этого нашествия.
Как отмечает руководитель раскопок д-р Гамлет Петросян, город состоял из 3 частей: в верхней части находились дворцы, потом — центральный квартал, а в нижней части — обнесенный стеной квартал — Акрополь: все это вместе имело вид треугольника.
Если в первые три года раскопок вскрывались лишь отдельные части города, то в 2008 г. были начаты широкомасштабные раскопки. Главной находкой 2008 г. явилась круглая башня диаметром в 9 с лишним метров из гладкоотесанных камней, характеризуемая археологами как один из совершенных образцов оборонительного сооружения времен Тиграна Великого. Среди других находок было кладбище с раннехристианскими надгробными крестами и 10 хачкарами, и железная лопата IX века, также представляющая большую ценность, так как до сих пор найдено лишь несколько подобных образцов. В сезон 2009 г. в цитадели была найдена античная гемма с изображением орла, терзающего оленя; так как геммы использовались в качестве печатей, находка, по мнению Г.Петросяна, свидетельствует о важном административном значении города.

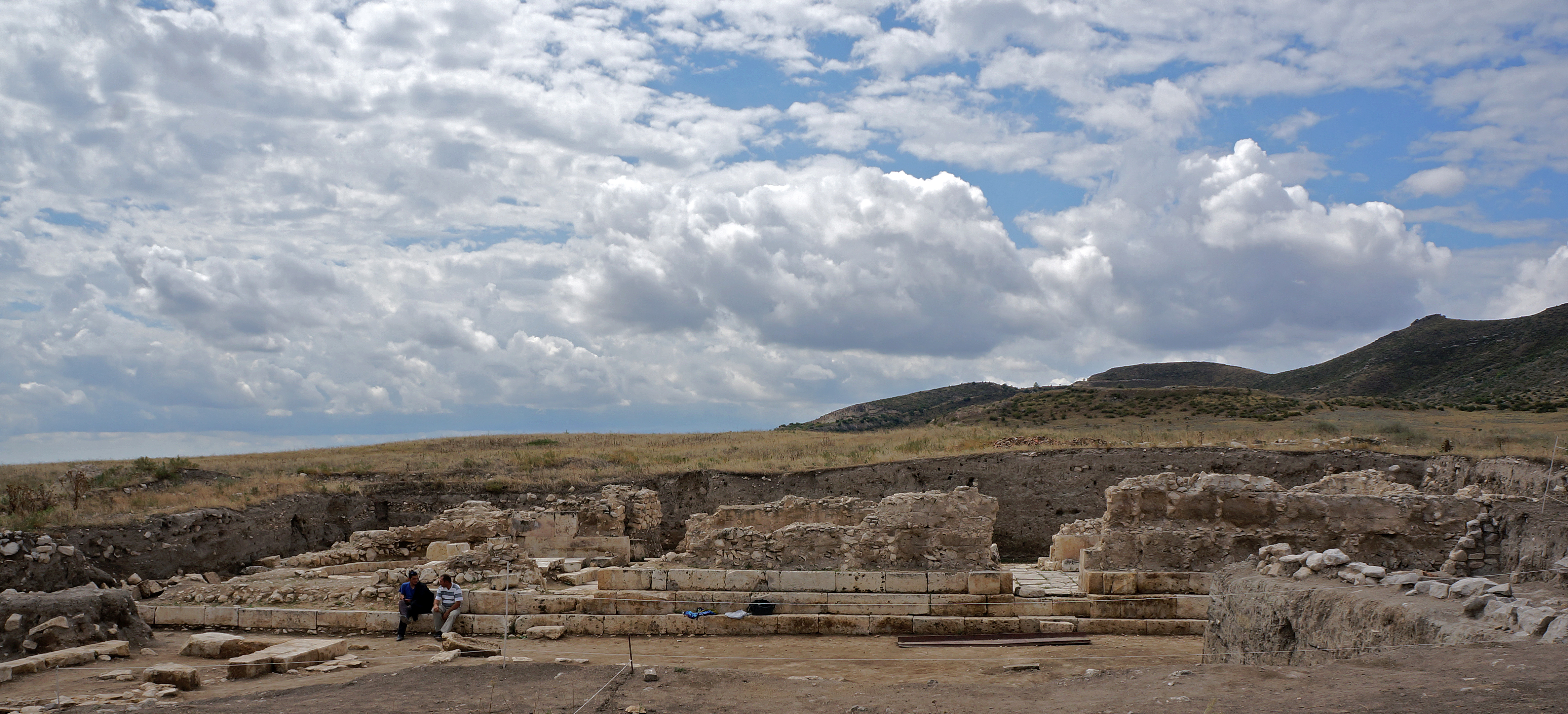
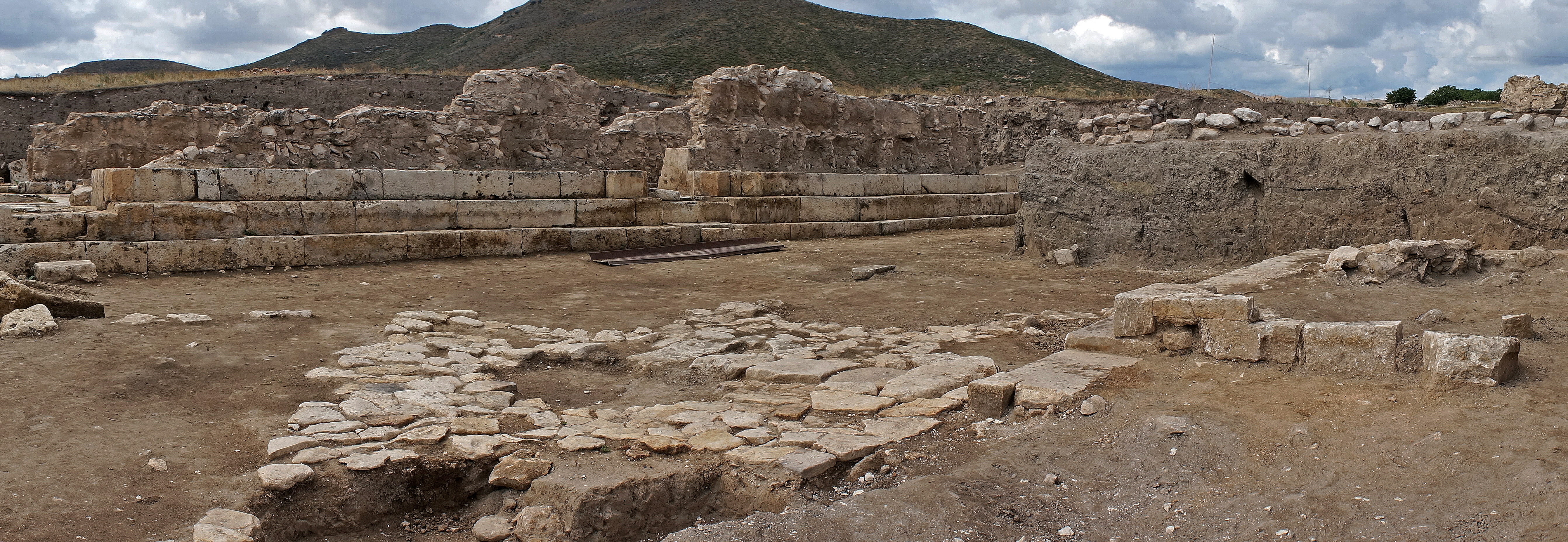
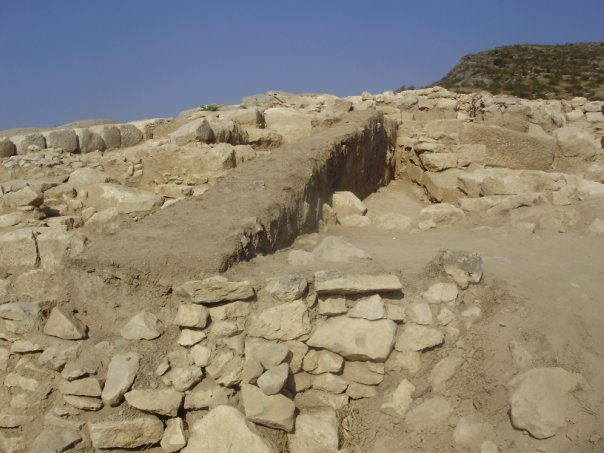
Верхняя часть города
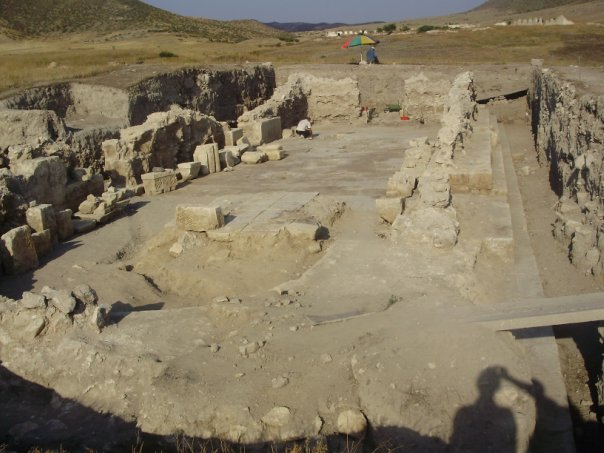
Нижняя часть города — Акрополь
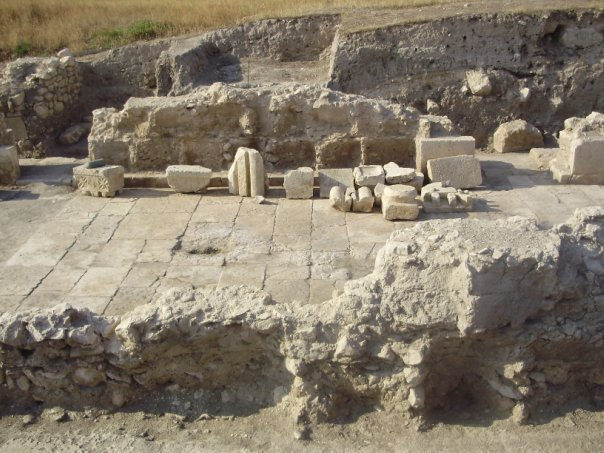
Найденные элементы архитектурного убранства
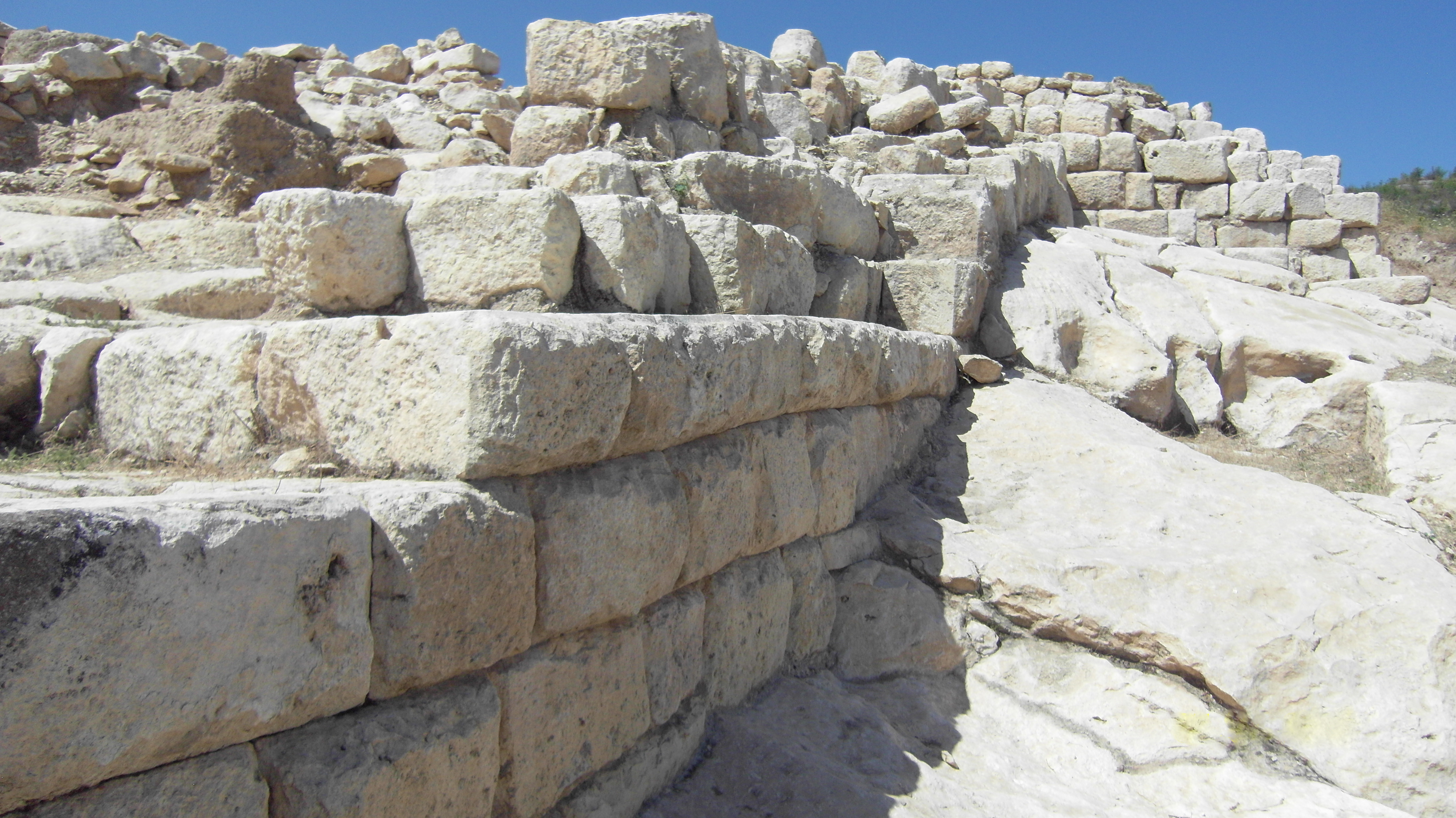
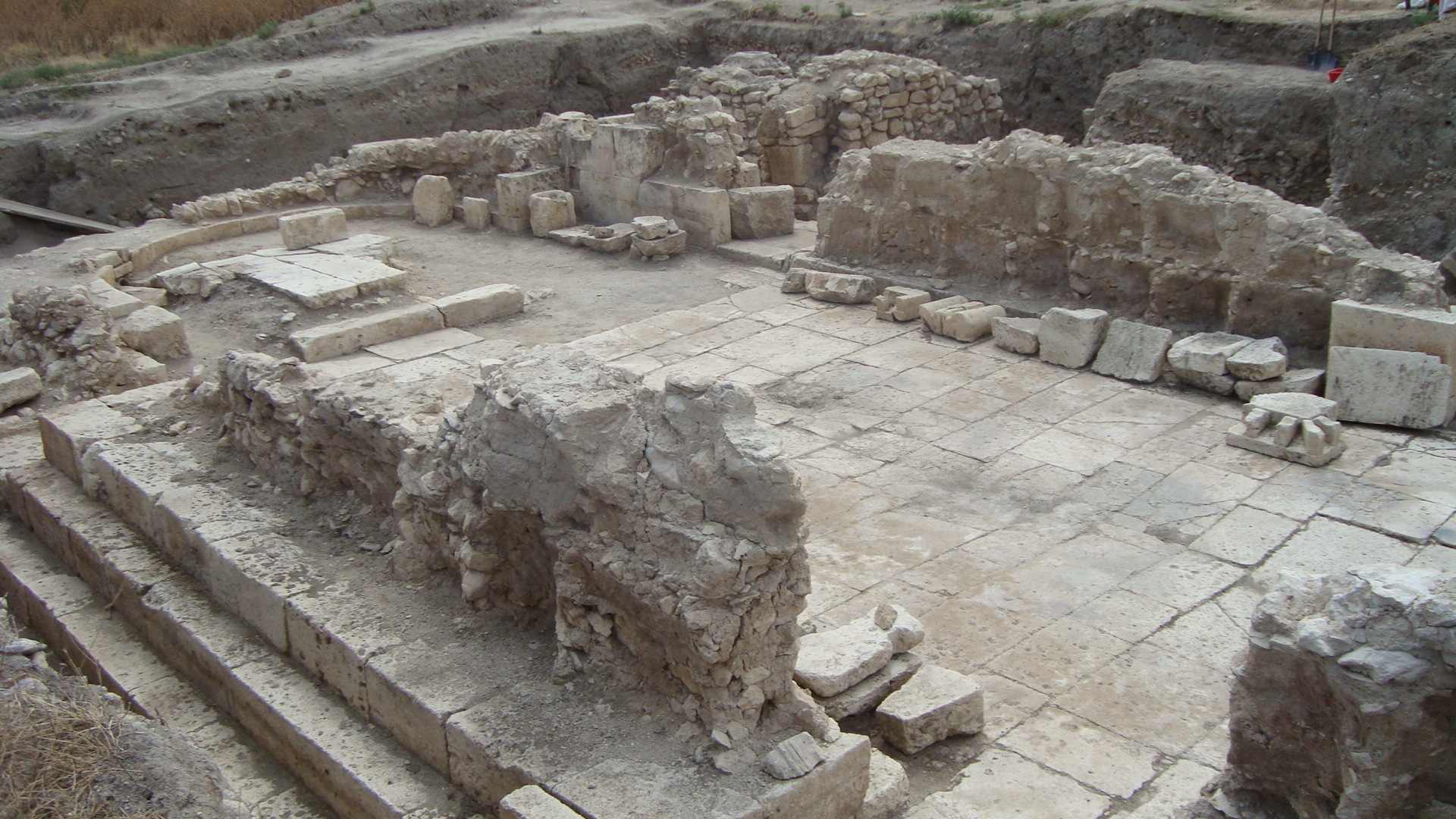

## История руин города
В середине XVIII веке основатель Карабахского ханства Панах-хан построил крепость рядом с родником Шахбулаг, причем, по утверждению Г. Петросяна, использовал камни из развалин базилики, еще сохранявшихся к тому времени. По сообщению Мирзы Адигезаль бека,
он (Панах-Али хан), разрушив крепость Баят, прибыл в Тарнакут, расположенный у подножья холма, где имеется известный источник Шахбулагы. Здесь воздвиг крепость, построил из извести и камня дома, мечети, бани и торговые ряды. Все это строительство было закончено в 1165 <1751/52> году, и он обосновался там.
Раффи, армянский современник Мирзы Адигезаль-бека, пишет:
Затем он начал строить новую крепость — Аскеран — возле Шах-булаха, на развалинах Тарнакюрта (Тигранакерта). Но мелик Гюлистана Овсеп, мелик Джраберда Алахкули и мелик Хачена Алахверди (…) начали борьбу с Панах-ханом и вновь не позволили ему осуществить свой замысел.

## История вопроса о локализации Тигранакерта
В середине XIX века Саргис Джалалянц, посетивший развалины крепости, идентифицировал родник у Шахбулага с Тигранакертом, отметив, что местность вокруг родников Шахбулаг армяне называют Тнгрнакертом, а персы — Тарнагиртом. То же предположение высказывал исследователь карабахских древностей Макар Бархударянц, отметивший, что долина реки Хачен называлась провинцией Тигранакерт. Однако после того, как в 1950-х гг. в местечке Гявуркала, примерно в 6 км от Шахбулага, была обнаружена крышка саркофага с армянской надписью, азербайджанскими археологами под руководством Р. Ваидова были проведены раскопки, вскрывшие в Гявуркале большое поселение. Высказывались предположения, что именно здесь и находился древнеармянский Тигранакерт. Р. Ваидов, однако, солидаризировался с точкой зрения армянского учёного С. Т. Еремяна, который локализовал Тигранакерт рядом с Агдамом.

Тигранакерт в составе Кавказской Албании на карте Кавказа VII—VIII веков (Артамонов М. И. История хазар. // Л.: Изд-во Гос. Эрмитажа, 1962)

## Международный резонанс

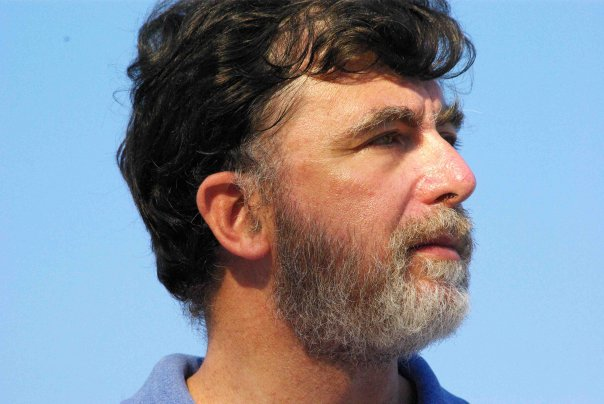
Джусто Траина — итальянский историк, археолог, изучавший Тигранакерт

Раскопки в Арцахском Тигранакерте привлекли внимание ряда заграничных ученых. К их числу относится профессор римской истории университета Лечче (Италия), а позднее Руанского университета (Франция) Джусто Траина, заинтересовавшийся греческими раннехристианскими надписями в окрестностях Тигранакерта и приглашенный Петросяном для работы с ними. Французский учёный Гурген Давтян из Института археологии в Ницце работает над виртуальным восстановлением облика Тигранакерта. Организаторы раскопок совместно с Союзом армян Швейцарии (основным спонсором раскопок) провели в Женеве фотовыставку, посвященную открытию, и международную научную конференцию, в которой участвовали, в частности, Траина и Давтян. Результаты раскопок были представлены на проходившем в Париже в сентябре 2008 г. международном армяноведческом конгрессе, а отчет о них был опубликован в журнале Международной ассоциации армянских исследований. Благодаря армянской организации «Еркир», в Лос-Анджелесе был создан Комитет по поддержке раскопок Тигранакерта, осуществляющий информационную деятельность и сбор финансовых средств. Г. Петросян прочитал в США серию лекций о Тигранакерте (в том числе в Калифорнийском университете) и выступил в телепередачах, посвященных городу, а известный режиссёр З. Чгнаворян снял фильм «Тигранакертская одиссея», который демонстрировался и в Женеве, и в Лос-Анджелесе, где с успехом прошел по нескольким телеканалам. Ход раскопок освещали российские информационные агентства — Regnum и РИА Новости. Раскопки в Тигранакерте осветил CNN.

## Археологический музей

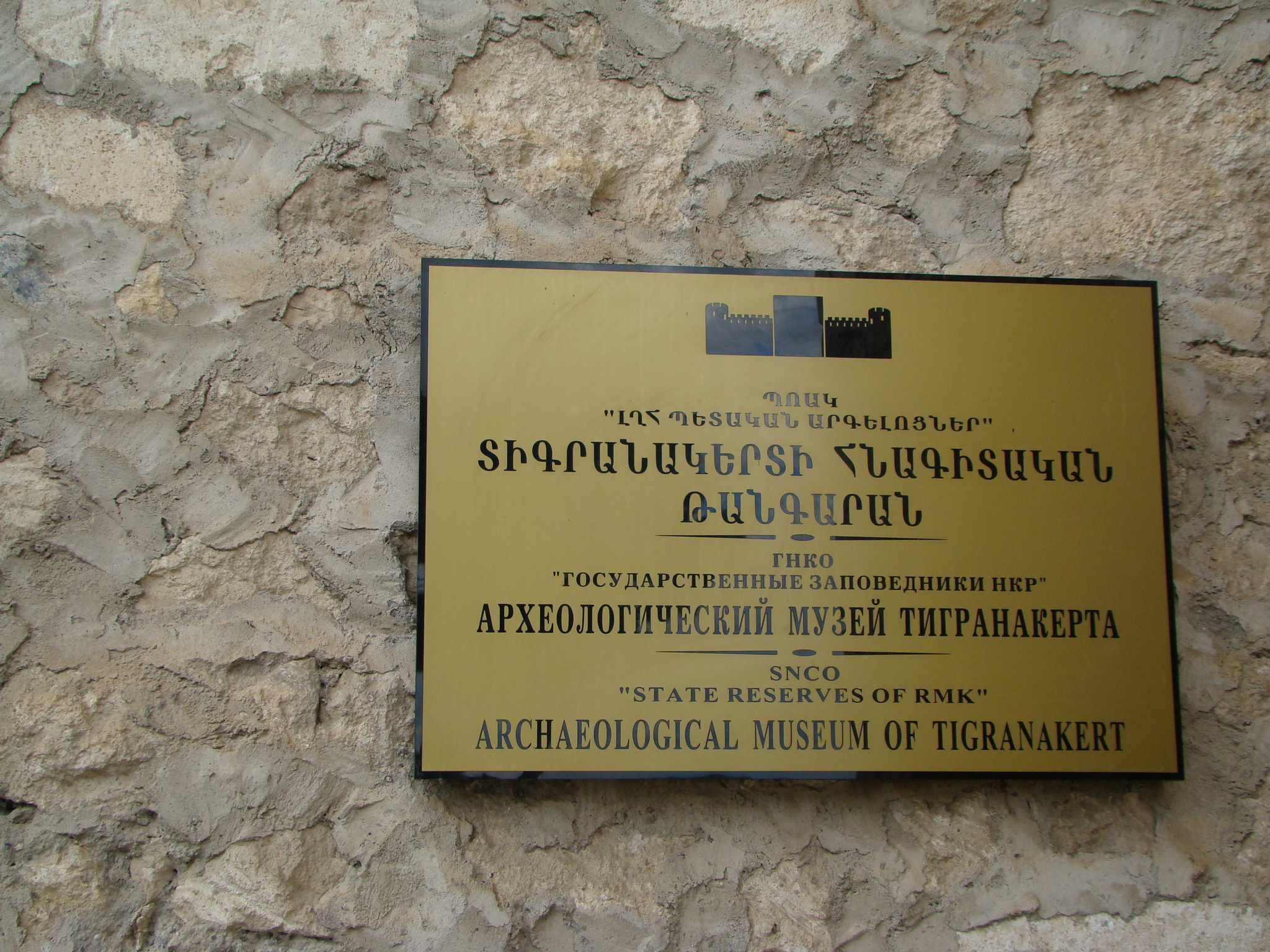
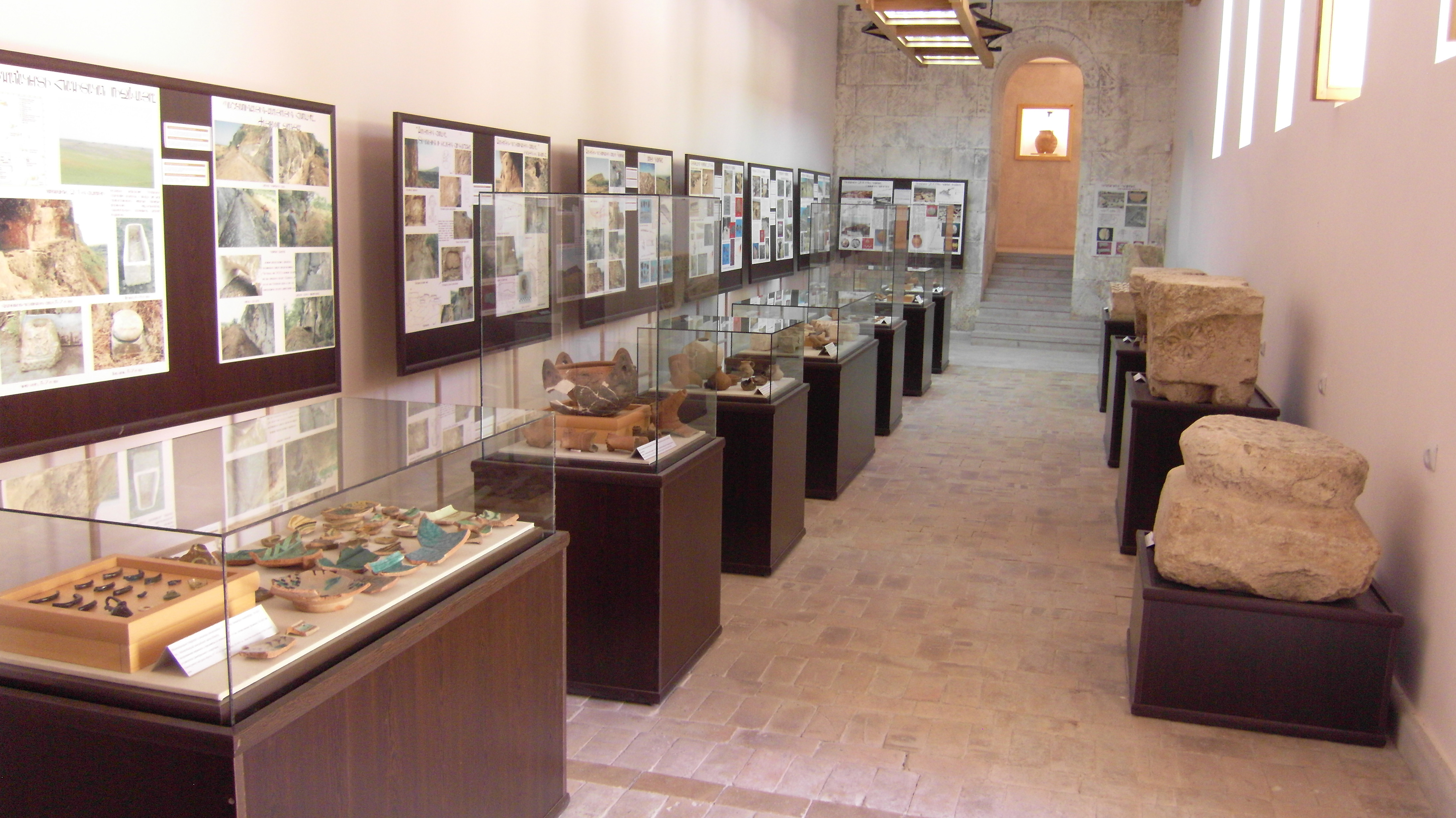
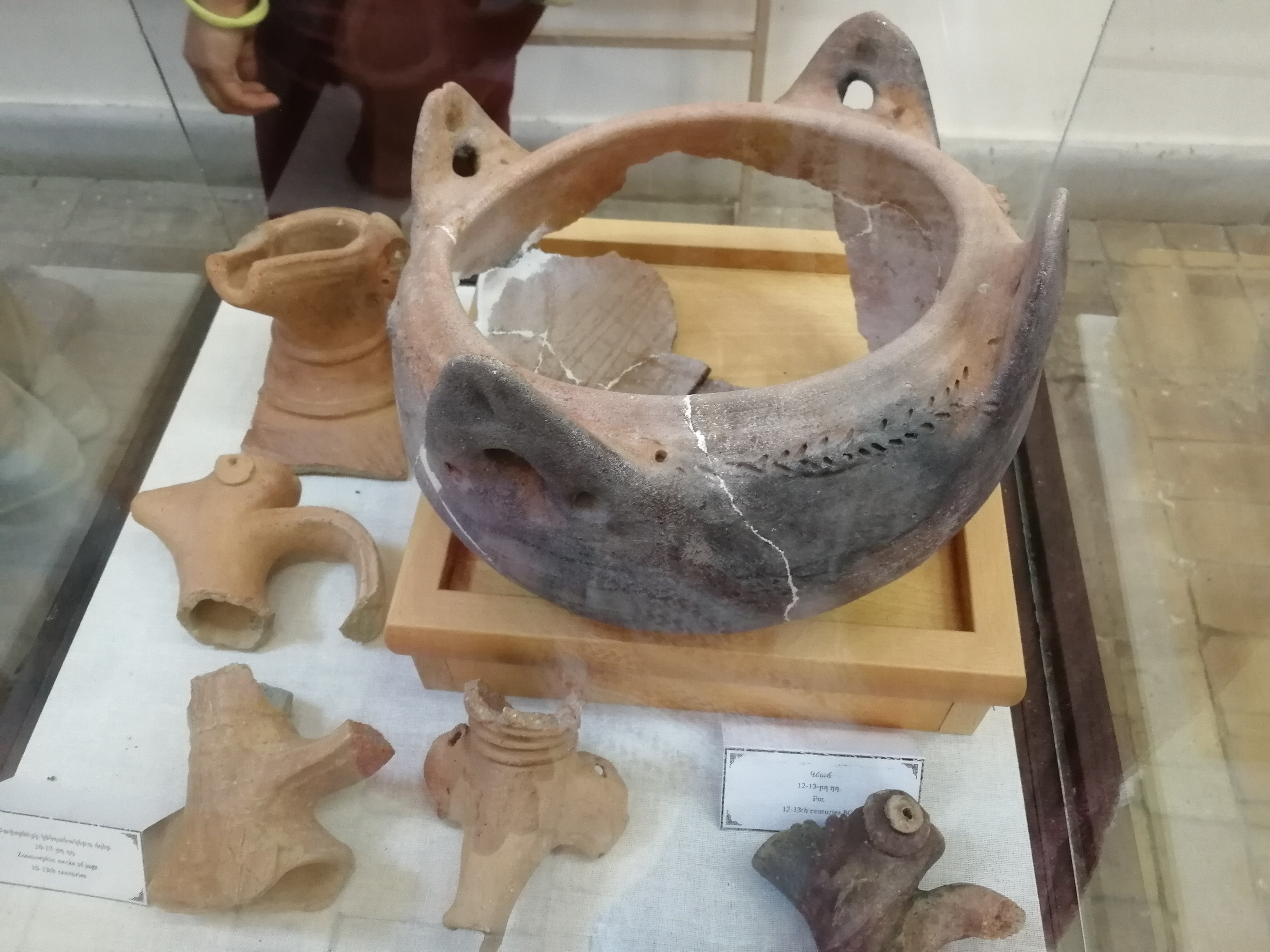
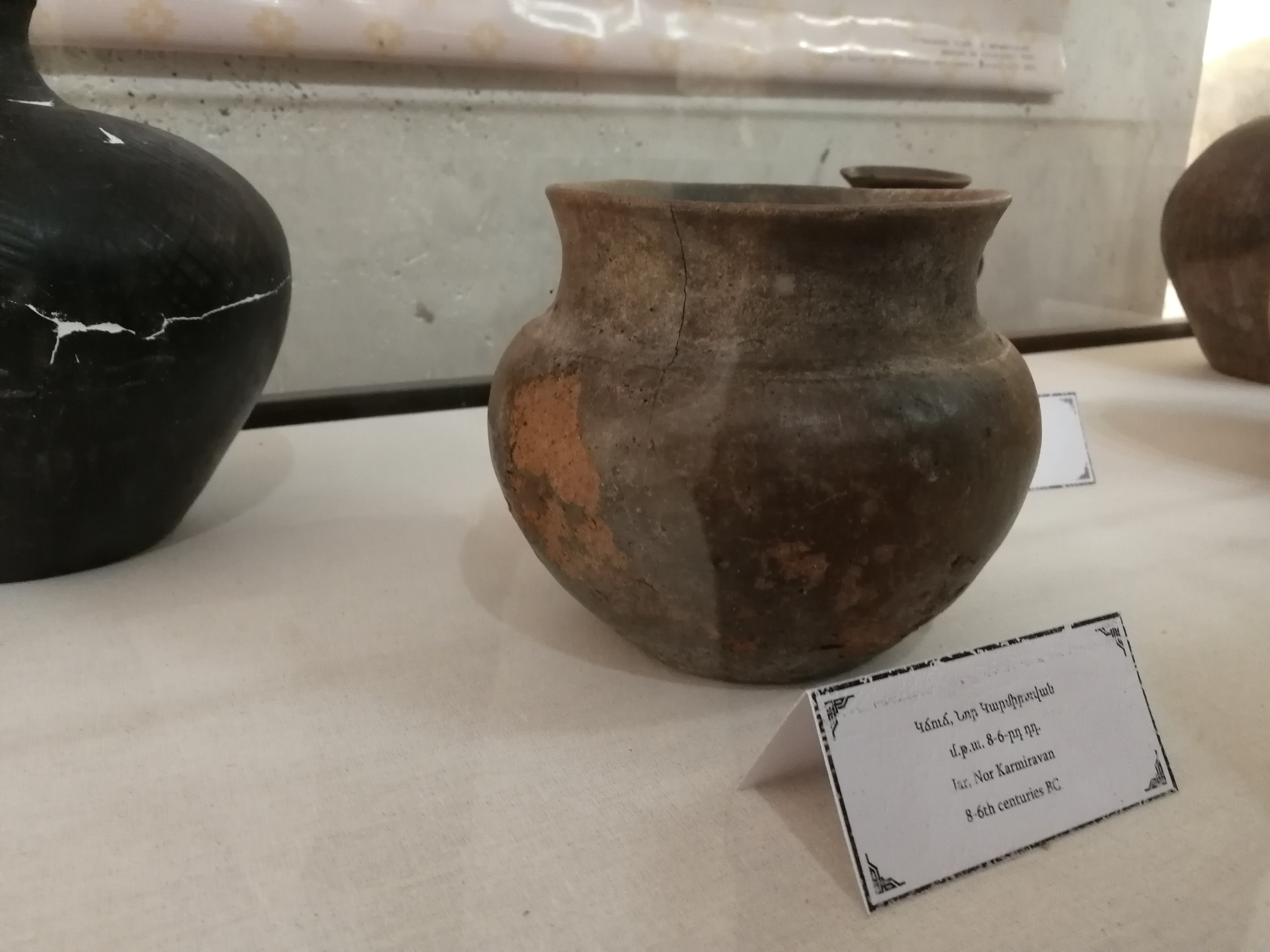
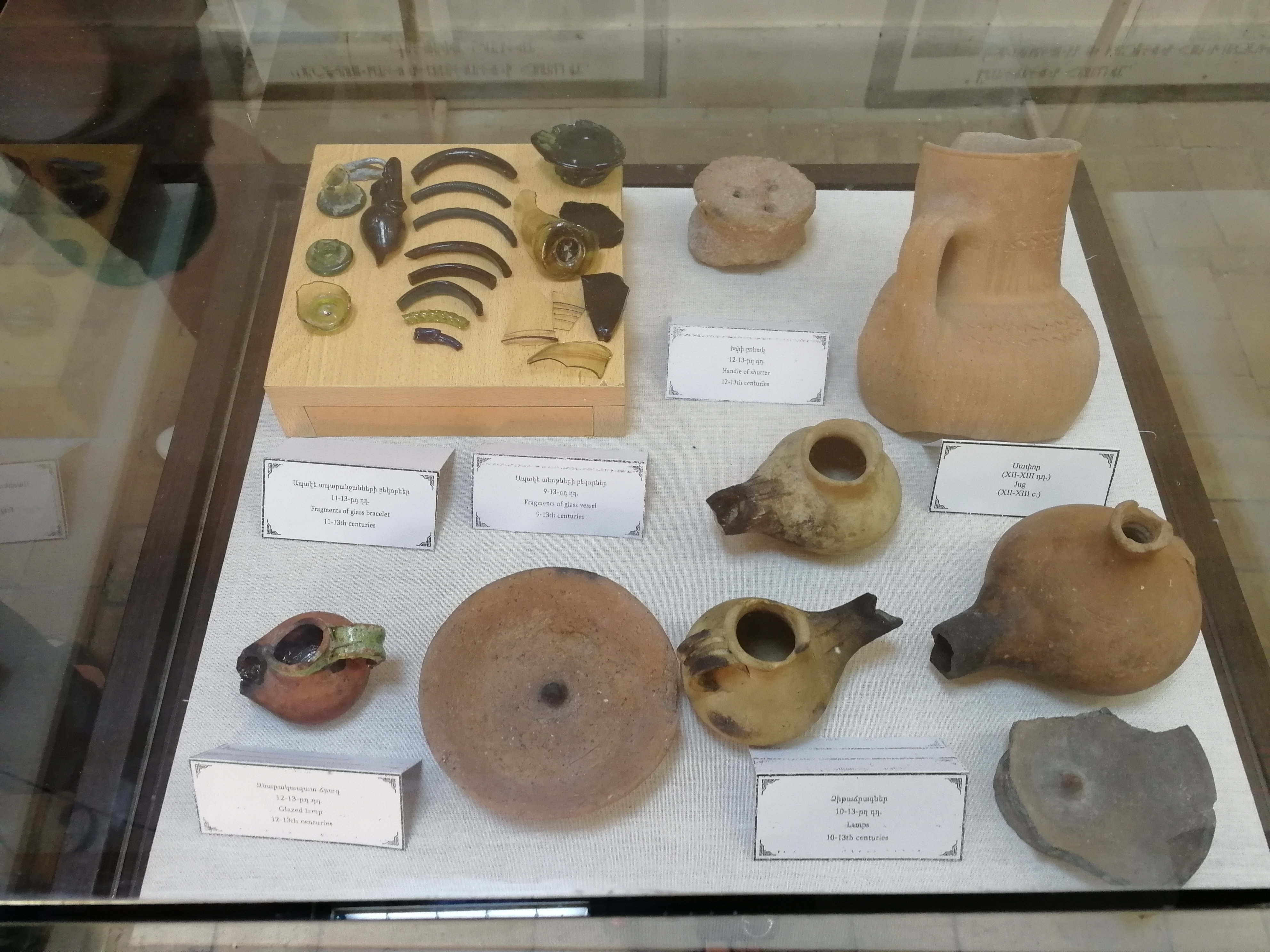
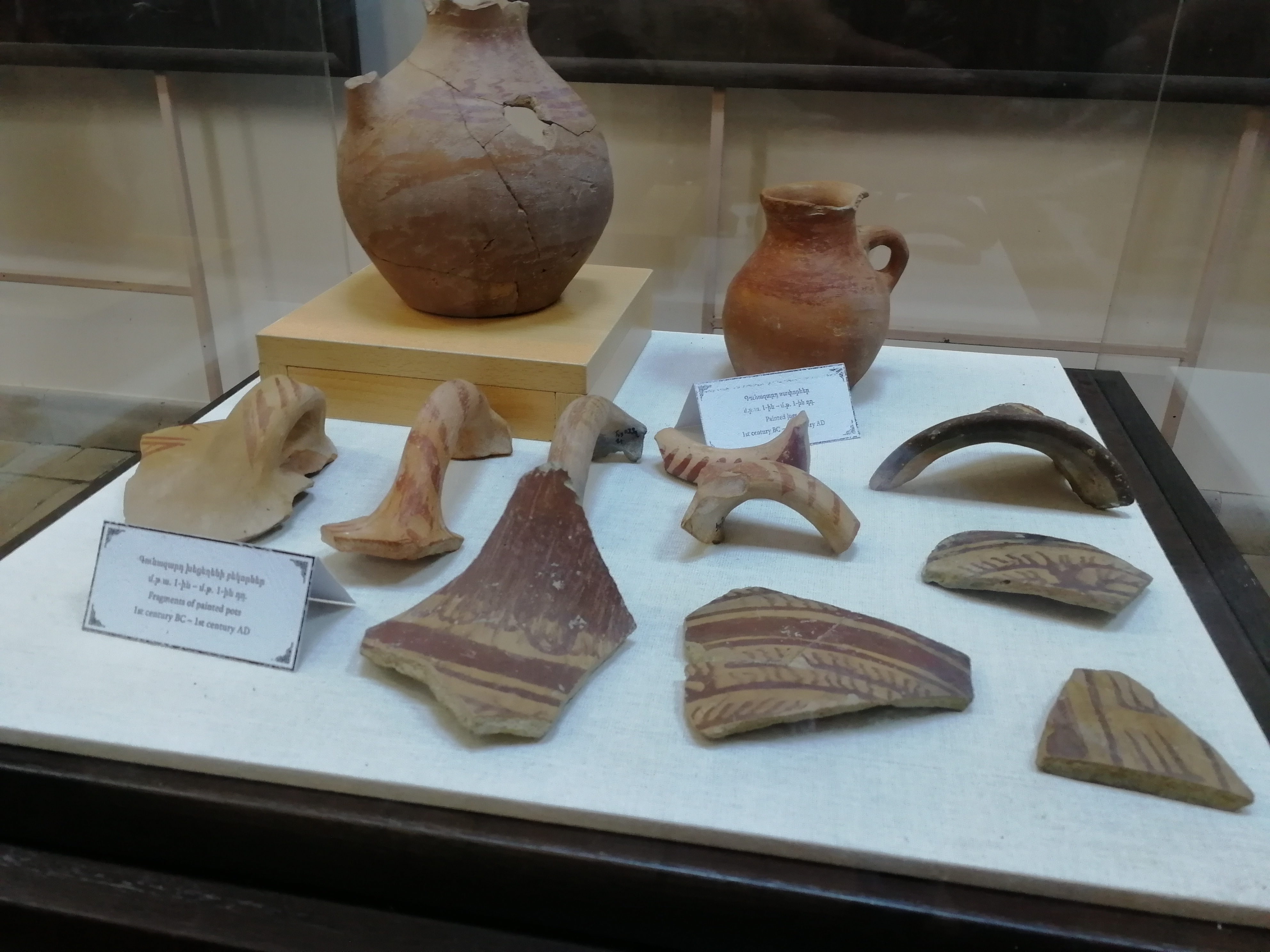
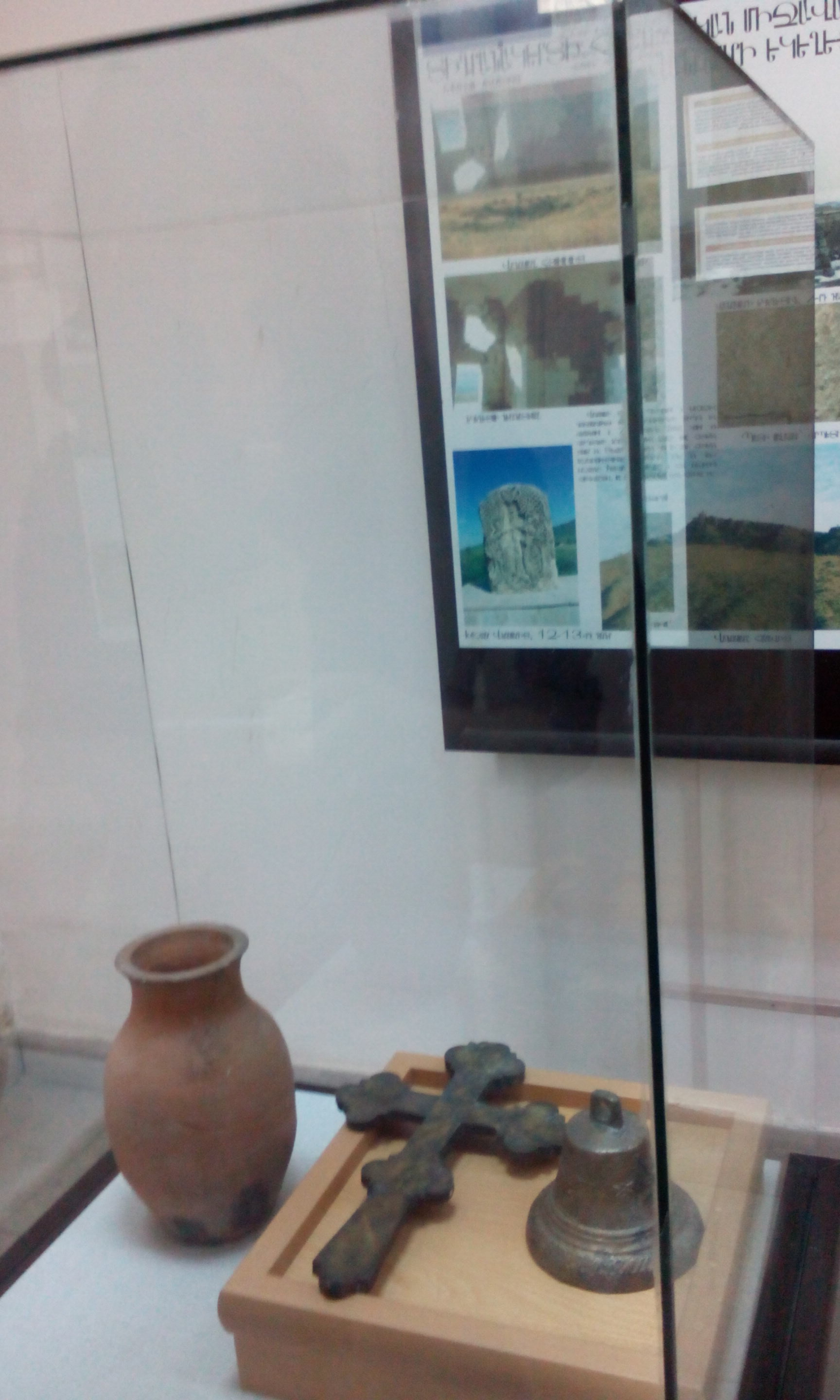
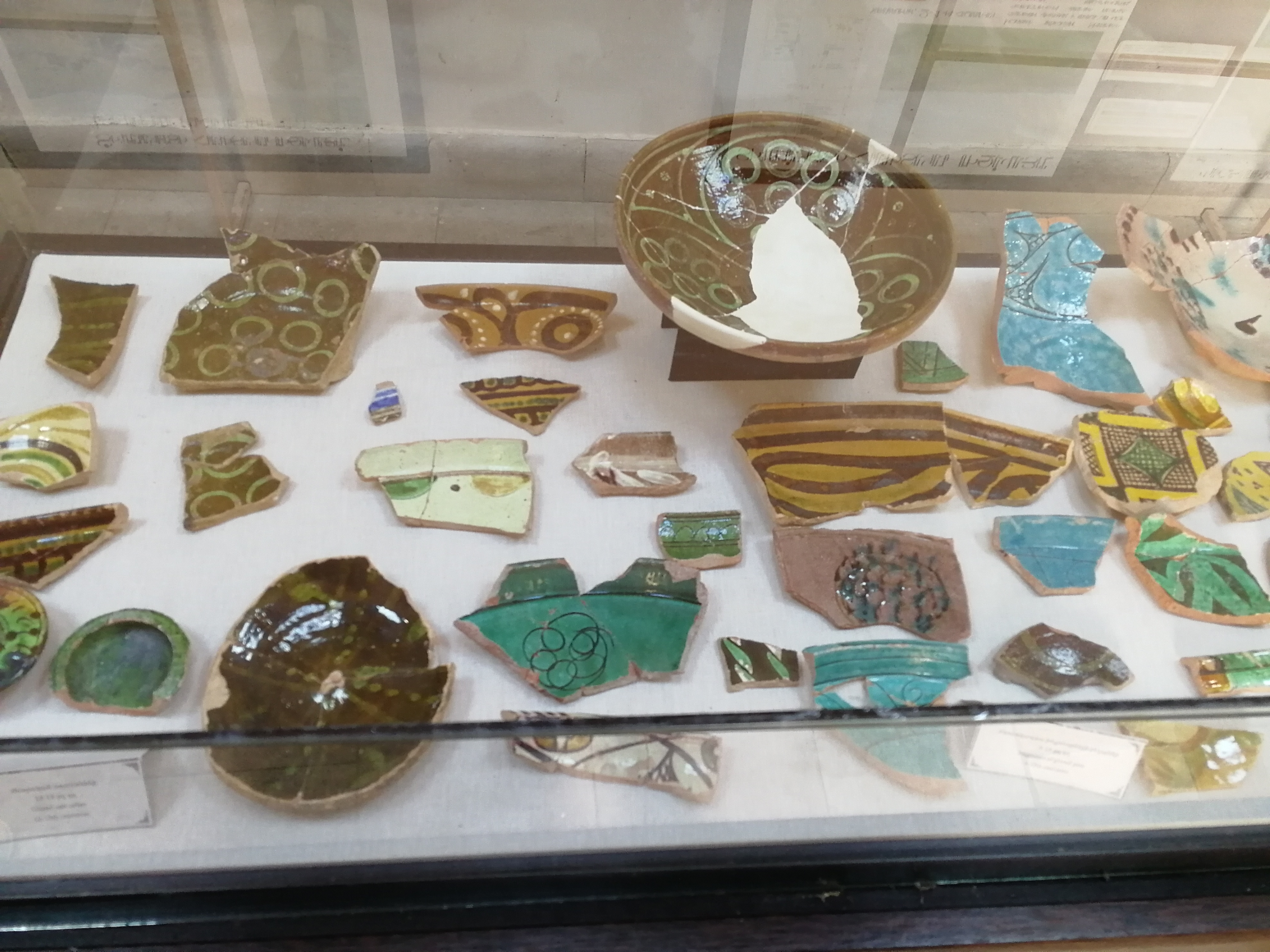